# Villeperdrix
Villeperdrix är en kommun i departementet Drôme i regionen Auvergne-Rhône-Alpes i sydöstra Frankrike. Kommunen ligger i kantonen Rémuzat som tillhör arrondissementet Nyons. År 2022 hade Villeperdrix 102 invånare.

## Befolkningsutveckling
Antalet invånare i kommunen Villeperdrix
Referens:INSEE